# Golden Grand Prix 2019
Il Golden Grand Prix 2019 è stato la 9ª edizione dell'annuale meeting di atletica leggera; le competizioni hanno avuto luogo allo Stadio Nagai di Osaka, il 19 maggio 2019. Il meeting è stato la seconda tappa del circuito World Challenge 2019.

## Risultati[1]

### Uomini
| Specialità             |                        | Prestazione | 2º classificato     | Prestazione | 3º classificato     | Prestazione |
| 100 m                  | Justin Gatlin          | 10"00       | Yoshihide Kiryū     | 10"01       | Lalu Muhammad Zohri | 10"03       |
| 200 m                  | Michael Norman         | 19"84       | Yang Chun-han       | 20"50       | Christopher Belcher | 20"57       |
| 400 m                  | Vernon Norwood         | 45"79       | Julian Jrummi Walsh | 46"29       | Mitsuki Kawachi     | 46"69       |
| 800 m                  | Jonathan Kitilit       | 1'46"37     | Guy Learmonth       | 1'46"81     | Alfred Kipketer     | 1'46"88     |
| 3000 m siepi           | Philemon Kiplagat Ruto | 8'22"65     | Getnet Wale         | 8'23"01     | Abraham Kibiwott    | 8'28"27     |
| 110 m ostacoli         | Shunsuke Izumiya       | 13"26       | Greggmar Swift      | 13"45       | Taio Kanai          | 13"47       |
| 400 m ostacoli         | Masaki Toyoda          | 50"38       | Keisuke Nozawa      | 50"65       | Mahau Suguimati     | 50"87       |
| Salto in alto          | Naoto Tobe             | 2.27 m      | Takashi Eto         | 2.24 m      | Tihomir Ivanov      | 2.20 m      |
| Salto con l'asta       | Bokai Huang            | 5.61 m      | Yao Jie             | 5.51 m      | Seito Yamamoto      | 5.51 m      |
| Salto in lungo         | Natsuki Yamakawa       | 7.87 m      | Hibiki Tsuha        | 7.81 m      | Yuki Hashioka       | 7.80 m      |
| Salto triplo           | Omar Craddock          | 17.16 m     | Yaming Zhu          | 16.51 m     | Nazim Babayev       | 16.41 m     |
| Lancio del giavellotto | Edis Matusevičius      | 84.55 m     | Shih-Feng Huang     | 79.05 m     | Ryohei Arai         | 78.34 m     |

### Donne
| Specialità             |                    | Prestazione | 2º classificato      | Prestazione | 3º classificato   | Prestazione |
| 100 m                  | Mikiah Brisco      | 11"33       | Olga Safronova       | 11"39       | Dezerea Bryant    | 11"44       |
| 200 m                  | Ivet Lalova-Collio | 22"55       | Kyra Jefferson       | 23"00       | Olga Safronova    | 23"08       |
| 800 m                  | Noélie Yarigo      | 2'03"18     | Emily Cherotich Tuei | 2'03"80     | Angela Petty      | 2'03"81     |
| 3000 m siepi           | Yukari Ishizawa    | 10'12"12    | Ayaka Koike          | 10'23"27    | Manami Nishiyama  | 10'28"67    |
| 100 m ostacoli         | Sharika Nelvis     | 12"70       | Sally Pearson        | 12"70       | Pedrya Seymour    | 12"90       |
| 400 m ostacoli         | Dalilah Muhammad   | 53"88       | Tia-Adana Belle      | 55"42       | Cassandra Tate    | 55"45       |
| Salto in lungo         | Brooke Stratton    | 6.66 m      | Alina Rotaru         | 6.47 m      | Sumire Hata       | 6.41 m      |
| Lancio del martello    | Wang Zheng         | 75.27 m     | Gwen Berry           | 74.09 m     | DeAnna Price      | 72.92 m     |
| Lancio del giavellotto | Yuzhen Yu          | 60.88 m     | Haruka Kitaguchi     | 60.00 m     | Liveta Jasiūnaitė | 59.74 m     |